# Ramón Cañas Cambiaso
Ramón Cañas Cambiaso es un ingeniero chileno, ex gerente general de la estatal Empresa de Transporte de Pasajeros Metro.
Se formó como ingeniero civil eléctrico en la Universidad de Santiago de Chile de la capital (Usach) (1982-1989). Posteriormente se posgraduó en administración de negocios en el IEDE Escuela de Negocios (2000-2002) y en la Universidad de Lérida, de España (2004-2005).
Inició su vida laboral en 1993 en VTR Telecomunicaciones, donde llegó para desempeñarse como subgerente de planta externa. Permaneció en la firma hasta 2006. En 2008 pasó a la concesiónaria de servicios sanitarios Aguas Chañar, que operaba en la Región de Atacama, como gerente general.
Entre 2010 y 2010 trabajó como gerente corporativo de provisión de servicios de la firma de telecomunicaciones Entel Chile.
En 2012 emigró al Metro de Santiago, compañía en la que laboró como gerente de operaciones y servicios hasta fines de mayo de 2013, cuando pasó a ocupar la gerencia general. Abandonó esa responsabilidad en mayo de 2014.